# Roodebergia
Roodebergia là một chi thực vật có hoa trong họ Cúc (Asteraceae).

## Loài
Chi Roodebergia gồm các loài: